# Jens Stage
Jens Dalsgaard Stage (ur. 8 listopada 1996 w Højbjerg) – duński piłkarz występujący na pozycji pomocnika w niemieckim klubie Werder Brema.

## Kariera klubowa

### Początki
Stage występował w młodzieżowych drużynach Arbejder Sport Aarhus, IF Lyseng oraz Brabrand IF. W 2014 został przeniesiony do pierwszej drużyny Brabrand IF.

### Aarhus GF
W styczniu 2016 został zawodnikiem Aarhus GF. Podpisał z tym klubem 2-letni kontrakt. Pierwszy mecz w Superligaen rozegrał 8 maja 2016 z FC Midtjylland (1:1). Pierwszą bramkę w lidze duńskiej strzelił 19 listopada 2016 w przegranym 2:3 spotkaniu z FC Nordsjælland. W grudniu 2016 przedłużył kontrakt z Aarhus do 2019 roku. W 2018 podpisał kolejny kontrakt, obowiązujący przez 5 lat. W barwach Aarhus wystąpił w 86 ligowych spotkaniach, strzelił w nich 10 goli.

### FC København
Latem 2019 przeszedł do FC København, z którym podpisał 5-letni kontrakt, po tym, jak odrzucił kilka ofert z zagranicznych klubów. W zespole z Kopenhagi zadebiutował 14 lipca 2019 w ligowym spotkaniu z Odense Boldklub (3:2). W sezonie 2019/20 doszedł wraz z klubem do ćwierćfinału Ligi Europy. W sezonie 2021/22 wywalczył mistrzostwo Danii. Łącznie w barwach FC København wystąpił w 76 meczach ligowych, w których strzelił 15 goli.

### Werder Brema
Latem 2022 Stage został piłkarzem Werderu Brema. Podpisał z klubem 4-letni kontrakt. W Bundeslidze zadebiutował 6 sierpnia 2022 w zremisowanym 2:2 meczu z VfL Wolfsburg. Pierwszego gola w tych rozgrywkach strzelił 5 lutego 2023 w wygranym 2:0 spotkaniu z VfB Stuttgart.

## Kariera reprezentacyjna
Stage występował w reprezentacjach Danii U-18 i U-21. W 2019 został powołany na Mistrzostwa Europy U-21. W pierwszej reprezentacji zadebiutował 15 listopada 2021 w przegranym 0:2 spotkaniu eliminacji do Mistrzostw Świata 2022 ze Szkocją.

## Statystyki

### Klubowe
Stan na 14 lipca 2024
| Sezon   | Klub         | Kraj   | Rozgrywki   | Mecze | Bramki | Rozgrywki Europy                     | Mecze | Bramki |
| ------- | ------------ | ------ | ----------- | ----- | ------ | ------------------------------------ | ----- | ------ |
| 2015/16 | Aarhus GF    | Dania  | Superligaen | 6     | 0      | –                                    | –     | –      |
| 2016/17 | Aarhus GF    | Dania  | Superligaen | 20    | 1      | –                                    | –     | –      |
| 2017/18 | Aarhus GF    | Dania  | Superligaen | 26    | 3      | –                                    | –     | –      |
| 2018/19 | Aarhus GF    | Dania  | Superligaen | 34    | 6      | –                                    | –     | –      |
| 2019/20 | FC København | Dania  | Superligaen | 31    | 5      | Liga Mistrzów UEFA, Liga Europy UEFA | 15    | 1      |
| 2020/21 | FC København | Dania  | Superligaen | 23    | 5      | Liga Europy UEFA                     | 3     | 0      |
| 2021/22 | FC København | Dania  | Superligaen | 22    | 5      | Liga Konferencji Europy UEFA         | 12    | 4      |
| 2022/23 | Werder Brema | Niemcy | Bundesliga  | 32    | 3      | –                                    | –     | –      |
| 2023/24 | Werder Brema | Niemcy | Bundesliga  | 30    | 3      | –                                    | –     | –      |

### Reprezentacyjne
Stan na 14 lipca 2024
| Mecze i gole w reprezentacji | Mecze i gole w reprezentacji | Mecze i gole w reprezentacji | Mecze i gole w reprezentacji | Mecze i gole w reprezentacji | Mecze i gole w reprezentacji | Mecze i gole w reprezentacji |
| Dania                        | Dania                        | Dania                        | Dania                        | Dania                        | Dania                        | Dania                        |
| Lp.                          | Data                         | Miejsce                      | Przeciwnik                   | Wynik                        | Gol                          | Rozgrywki                    |
| ---------------------------- | ---------------------------- | ---------------------------- | ---------------------------- | ---------------------------- | ---------------------------- | ---------------------------- |
| 1.                           | 15.11.2021                   | Glasgow, Szkocja             | Szkocja                      | 0:2                          |                              | el. MŚ 2022                  |

## Sukcesy
FC København
- Mistrzostwo Danii: 2021/2022